# Ombrone
Ombrone – rzeka we Włoszech, płynąca przez Toskanię, należąca do zlewiska Morza Tyrreńskiego.
Jej długość wynosi 161 km, co daje jej drugie miejsce pod względem długości w Toskanii. Powierzchnia jej zlewni wynosi 3480 km². Wypływa na południowo-wschodnich zboczach Colline del Chianti. Jej dopływami są Arbia, Merse i Orcia. Do Morza Tyrreńskiego wpada 15 km od Grosseto, przez które przepływa.